# تنوع زیستی کلمبیا

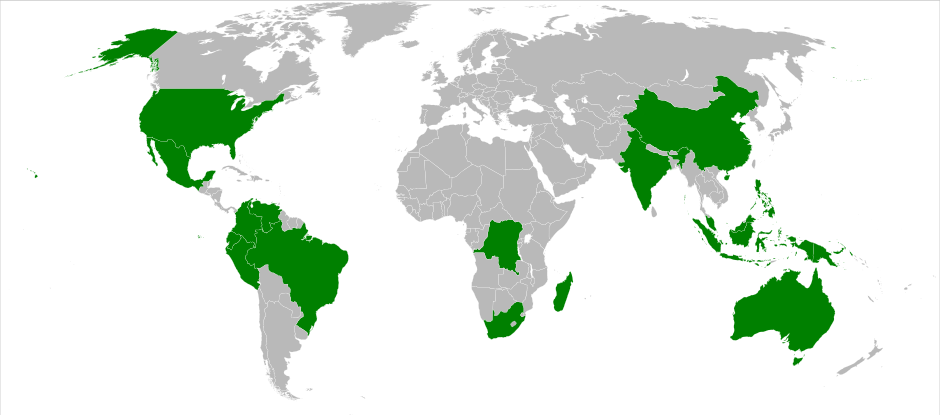
کلمبیا یکی از ۱۷ کشور دارای تنوع زیستی کلان در دنیا است.

تنوع زیستی کلمبیا به گوناگونی موجودات زنده بومی در این کشور با دومین تنوع زیستی در دنیا پس از برزیل اشاره دارد. در سال ۲۰۲۱ حدود ۶۳٬۰۰۰ گونه در کلمبیا ثبت شده‌اند که ۱۴ درصد آنها بومزاد هستند. این کشور در جهان رتبه نخست در تعداد ثعلبیان، پرنده‌ها و پروانه‌ها؛ رتبه دوم در گیاهان، دوزیستان و ماهیان آب شیرین؛ جایگاه سوم در گونه‌های درختان نخل و خزندگان و رتبه ششم در تنوع زیستی پستانداران را به خود اختصاص داده‌است.